# 이정기 (1542년)
이정기(李廷機, 1542-1616)는 자(字)는 이장(爾張), 호(號)는 구아(九我)이다. 복건성(福建省) 천주부(泉州府) 진강현(晉江縣) 신문외부교(新門外浮橋, 현재 취안저우시泉州市 리청구鯉城區 푸차오가도浮橋街道) 출신이다. 명조 정치 인물로 내각수보(內閣首輔)이다.

## 생애
가정(嘉靖) 21년(1542) 태어났다. 공생(貢生)으로 태학(太學)에 들어갔으며, 융경(隆慶) 4년(1570) 경오과(庚午科) 순천부(順天府, 오늘날 북경) 향시(鄕試)에서 1등을 했다.만력(萬曆) 11년(1583) 회시(會試)에서 다시 1등을 했고, 방안(榜眼)으로 진사(進士) 2등을 했으며, 편수(編修)에 제수되었다. 누차 좨주(祭酒)로 옮겼고, 남경이부우시랑(南京吏部右侍郞), 예부우시랑(禮部右侍郞), 예부상서(禮部尙書), 동각대학사(東閣大學士)를 역임했다.
만력 34년(1606) 이정기는 만력제(萬曆帝)의 눈에 띄어 예부상서(禮部尙書) 겸 동각대학사(東閣大學士)로서 내각(內閣)에 들어가 기무에 참여했으나, 언로(言路)는 이정기와 전임 수보 신시행(申時行)과 심일관(沈一貫) 등이 몰래 서로 내통하였다고 여겼고, 언관들은 이정기를 반대하였으며 그의 탄핵을 상주했다. 만력 36년(1608) 조신들이 수보(首輔) 주갱(朱賡)의 죄를 논하였고, 이정기에게까지 미치자 이정기는 문을 닫고 몇 달 나오지 않았으며, 내각사무는 모두 당시 새로 입각(入閣)한 섭향고(葉向高)가 처리했다. 이에 따라 수년간 줄곧 부단히 상소하여 공격한 사람이 있었으며 이정기는 사의를 표하였고 북경의 집과 재산을 팔아 빈곤을 구제하고 친척들을 천주(泉州)로 돌려보내었으며 자신은 진무묘(眞武廟)에 은거하여 딱 5년을 퇴직할 곳들 요청, 잇달아 120번 문서를 올렸으나 황제는 못본 채 하였고, 결국 이정기는 죄를 뒤집어 쓰고 스스로 고향으로 돌아갔다. 만력 40년(1612) 만력제는 결국 이정기의 사직을 허락했다.
9월, 태자태보(太子太保)로 승진하여 본적으로 돌아갔으며 4년 살다 사망하였다. 소보(少保)가 증여되었으며 시호는 문절(文節)이다. 『명사(明史)』 열전에는 이정기의 사람됨에 대하여 '일할 때 고집이 있고 더욱이 청렴결백하지만 성품이 가혹하고 편벽되어 대체를 파악하지 못한다(遇事有執, 尤廉潔, 然性刻深, 亦頗偏愎, 不諳大體)고 평했다. 그러나 집정에 있어서는 '내각에 들어간지는 6년이고 수보로서 권력을 잡은 것은 9개월 뿐이지만 큰 잘못은 없다(系閣籍六年, 秉政止九月, 無大過)'고 했으며, '이정기가 수보였을 때에 사천순무(四川巡撫) 교벽성(喬璧星)은 진웅(鎭雄) 안요신(安堯臣)을 토벌하고자 하였으나 귀주순무(貴州巡撫)와 대립하여 결의되지 못하였다. 이정기는 철병을 강력히 요구했으며 그 후에 끝내 일이 없자 논의한 사람들은 그를 칭찬했다(廷機輔政時, 四川巡撫喬璧星銳欲討鎭雄安堯臣, 與貴州守臣持議不決. 廷機力主撤兵, 其後卒無事, 議者稱之)'고 했다.